# حق من (فیلم)
حق من (به هندی: Mera Haque) فیلمی محصول سال ۱۹۸۶ و به کارگردانی ایجی کاشیاپ است. در این فیلم بازیگرانی همچون سانجی دات، آنیتا راج، گلشن گروور، بیندو، شاکتی کاپور ایفای نقش کرده‌اند.